# Marc Lacroix
Marc Lacroix (París, 1927 - 6 de julio de 2007) fue un fotógrafo profesional, especializado en obras de arte, es conocido por su trabajó con varias revistas internacionales de decoración, así como por su trabajo con distintos artistas del siglo XX entre los que destaca Salvador Dalí.

Formado en los laboratorios fotográficos de los hermanos Pierre y Jacques Oxenaar, con solo catorce años se convierte en fotógrafo, realizando sus primeras imágenes sobre París durante la Segunda Guerra Mundial, así como retratos de artistas de jazz en las cuevas  Les Lorientais de Claude Luter, Sidney Bechet, Louis Armstrong y Duke Ellington, Velma Middleton, etc.

En 1947, con 20 años, elige irse a Marruecos para el cumplimiento del servicio militar donde desarrolla con su propio material, el primer laboratorio fotográfico de la base militar aérea de Casablanca. Al finalizar el servicio, decide quedarse y empieza a trabajar como fotógrafo correspondiente, para las más importantes revistas internacionales de arte, arquitectura y decoración: Architectural Digest, House & Garden, Plaisir de France, Connaissance des Arts, L’œil, BolafiArte… etc... 

También realiza numerosas campañas de publicidad Total, Royal Air Maroc, Coca Cola, Bata etc... 

Colabora con arquitectos famosos como Jean-François Zevaco, Elie Azagury, Gaston Jaubert y más adelante con Jacques Couëlle, Antii Lovag y veinte años con la" Société des bains de mer de Monaco". 

Tras quince años, regresó a Francia, se instaló en Niza, donde conoció a artistas de fama internacionales y empezó a fotografiar, tanto sus obras en museos Picasso en Antibes y Fernand Leger, como a los propios artistas, convirtiéndose así en amigo íntimo del fotógrafo Brassaï, los escultores César y Arman, Marcel Duhamel, Charles Trenet, pintores como Pierre-Yves Trémois, Wifredo Lam, Graham Sutherland, R. Muhl,  Nall etc...

En 1970 empieza un nuevo enfoque de trabajo al conocer a Salvador Dalí, una amistad y colaboración que duraría diez años. Realizó numerosos retratos "L'homme á l'oreille fleurie", "La Camisa de Elvis", "La constante tragica de la muerte" entre otros.

Dalí lo apoya en sus trabajos de búsqueda acerca de "la separación de tonalidades", pasando de una foto en blanco y negro al color, proceso que Dalí llamaba "Metamorfosis alquímicas".

Pero sin duda, lo más importante de su colaboración con Dalí, fueron los estudios para realizar fotografías en relieve Estereoscopia que permitirían a Dalí pintar cuadros en relieve. A partir de 1972 Dalí utilizará sus fotos estereoscópicas para pintar sus cuadros, tal como "huit pupilles", "El pie de Gala", "La chaise", "El fumador dormido".

También es conocido por realizar para el número de Vogue especial Navidad 1971, varios retratos de Dalí y Gala, posando en su Museo Castillo de Puból, la colección sigue expuesta de forma permanente en Pubol.
Salvador Dalí lo eligió para fotografiar la totalidad de las obras de su museo y en 1974 lo invitó a exponer sus fotografías para el día de la inauguración del "Museo Gala Salvador Dalí de Figueres", con 80 fotografías: "estudios y retratos", desde entonces existe una exposición en una sala de la primera planta.

En los años 1980, se dedica a la fotografía de obras de arte, arquitectura y exposiciones sobre Dalí, en U.S.A. museo Dalí Florida, en Los Ángeles, Nueva York, en Alemania, Francia, Suiza, España, Francia, etc...

En el 1994 es elegido para hacer el cartel del le salon d'Automne de París.

En 1997, se estableció definitivamente en Cadaqués, donde hizo una exposición, "El privilegio de la intimidad", en el Museo Municipal de 200 fotografías sobre Dalí y Gala y sus trabajos acerca de la Estereoscopia. Fue contactado por el Ministerio de la cultura, y bajo la dirección del instituto Cervantes, convirtió la exposición en una exposición itinerante con conferencias en 28 museos de ciudades del mundo, del 1999 hasta 2005: España, Portugal, Italia, Inglaterra, Israel, Japón, Rusia, etc... Existe un catálogo editado por la Fundación EUGENIO GRANELL, "Dalí Lacroix El privilegio de la intimidad". 

Fallece en 2007 en Francia, cerca de Niza. 